# Lilla Melodifestivalen 2012
Lilla Melodifestivalen 2012 var den nionde upplagan av musiktävlingen Lilla Melodifestivalen. Tävlingen arrangerades i Stockholm den 6 juni 2012 och direktsändes i Sveriges Radio P4. Programmet eftersändes även i höst på TV. Programledare var Molly Sandén och Kim Ohlsson. Vann gjorde Lova Sönnerbo med låten Mitt mod. Låten kom på sjätte plats i Junior Eurovision Song Contest 2012 i Amsterdam, Nederländerna.

## Tävlingsupplägg

### Regler
I Europeiska radio- och TV-unionens (EBU) regelverk står det: För att få delta i Junior Eurovision Song Contest krävs det att tv- och/eller radio-bolaget är medlem i EBU. Deltagarna ska vara mellan 10 och 15 år. Men arrangören SVT och SR har beslutat att deltagaren inte får vara yngre än 12 år. Till skillnad från tidigare Lilla Melodifestivalen-sändningar kommer tävlingen 2012 sändas i radio på SR P4. Samt att tittarna inte röstar utan en särskilt utvald jury bestämmer vinnaren.

### Deltagande artister
| Nr | Artist             | Låt              | Placering |
| -- | ------------------ | ---------------- | --------- |
| 1  | Felicia Vårnäs     | Mitt Liv         | 2         |
| 2  | Ida Wachsberger    | Svarta Molnet    | 2         |
| 3  | Mathilda Lindström | Hellre utan dig  | 2         |
| 4  | Teddi Hernqvist    | Till New York    | 2         |
| 5  | Lova Sönnerbo      | Mitt mod         | 1         |
| 6  | Hope               | Oemotståndlig    | 2         |
| 7  | Saga Pedersen      | Om du var min    | 2         |
| 8  | Lisa Ajax          | Allt som jag har | 2         |

## Kalender
Nedan redovisas viktiga händelser som sker kring Lilla Melodifestivalen 2012, men också uttagningsdatum för de tävlande länderna. För uttagningsdatumen är det endast finaler som redovisas.

### 2012

#### Februari
- 18 februari: Sveriges Television bekräftar att en ny Lilla Melodifestivalen-sändning ska komma genom Melodifestivalen 2012 som ska produceras i samarbete med radiokanalen Sveriges Radio.

#### April
- 2 april: Sista datumet att skicka in sitt bidrag.
- 15 april: Första audition startade i Stockholm.[6]

#### Maj
- 16 maj: Sveriges Radio publicerade listan på artisterna samt titlarna på respektive låt.
- Dans- och sångrepetitionerna startar i Stockholm.

#### Juni
- 6 juni: Finalen direktsänds i radio och tv-sändningen bandas (för visning på tv senare under hösten). Vinnaren utses genom juryröstning.

#### November
- 17 november: Inför-programmet visades i tv. Programmen handlade om händelser före tävlingen och om audition inför Lilla Melodifestivalen 2012 (1:1)
- 24 november: Finalen visades i tv

#### December
- 1 december: Finalen av Junior Eurovision Song Contest 2012 sänds från Amsterdam, Nederländerna.

### Fotnoter
1. ↑  Finalartisterna 2012 Arkiverad 14 maj 2012 hämtat från the Wayback Machine.
2. ↑  Nu är det auditions för Lilla Mellon
3. ↑  ”Arkiverade kopian”. Arkiverad från originalet den 17 januari 2012. https://web.archive.org/web/20120117162540/http://www.ebu.ch/en/ebu_members/admission/index.php. Läst 27 februari 2012.
4. ↑  ”Tävla med din låt!”. Sveriges Radio. Arkiverad från originalet den 18 juli 2012. https://archive.is/20120718074409/http://sverigesradio.se/sida/artikel.aspx?programid=4292&artikel=4965140. Läst 27 februari 2012.
5. ↑  http://svt.se/melodifestivalen/de-tavlar-i-lilla-melodifestivalen-2012
6. ↑  ”Tack alla som skickat in!”. Sveriges Radio. Arkiverad från originalet den 17 juli 2012. https://archive.is/20120717074727/http://sverigesradio.se/sida/artikel.aspx?programid=4292&artikel=5049488. Läst 16 april 2012.